# Giacomo Losi
Giacomo Losi (Soncino, 10 september 1935 – 4 februari 2024) was een Italiaans voetballer, die zijn hele carrière als verdediger speelde bij AS Roma.
Hoewel hij geen geboren Romein was, werd hij gedurende zijn 15 jaar bij Roma een echt clubicoon. Dat leverde hem de bijnaam Core de Roma op, wat 'Hart van Rome' betekent. Losi speelde in totaal 450 wedstrijden voor de Romeinse grootmacht, een record dat 38 jaar stand hield. Op 31 januari 2007 speelde Francesco Totti zijn 451e wedstrijd voor de club.
Losi won bij Roma twee keer de Coppa Italia.
Losi heeft 11 keer gespeeld voor het nationale team van Italië en speelde op het WK in 1962 in Chili.
Losi overleed op 4 februari 2024 op 88-jarige leeftijd.